# Azochis cymographalis
Azochis cymographalis là một loài bướm đêm trong họ Crambidae.